# Johannes Musaeus
Johannes Musaeus (Langewiesen, 7 febbraio 1613 – Jena, 4 maggio 1681) è stato un teologo tedesco.

## Biografia
Dopo aver frequentato la scuola latina di Arnstadt, studiò presso l'Università di Erfurt e a partire dal 1633 presso la Facoltà di Arti con Damiel Stahl a Jena. Nel 1634 ricevette il Magister Artium, studiando teologia con Georg Grosshain, facendo la relativa tesi intitolata: Disputatio Apologetica In qua Germanica B. Lutheri versio adversus Georgium Holzaium Jesuitam Ingolstad. defenditur In causa De Cultu Divino Enoschi. Nel 1643 diventò professore di storia e poesia. Ottenne il suo dottorato nel 1646 in teologia.

## Opere
- Disquisitio philologica de stylo Novi Testamenti, 1641, Jena
- De usu principiorum rationis et philosophiae in controversiis theologicis libri III, 1644, Jena
- Disputatio de aeterno dei decreto an absolutum sit, 1646, Jena
- Verteidigung des unbeweglichen Grundes, dessen der Augsburgischen Confession verwandte Lehrer zum Beweis ihrer Kirchen sich gebrauchen, 1654, Jena
- Tractatus theologicus de conversione hominis peccatoris ad Deum, 1661, Jena
- Biblia Lutheri auspiciis Ernesti Ducis. .. glossis ac interpretationibus illustrata, a Viti Erbermanni iterata maledicentia vindicata, 1663, Jena